# Crambiforma
Crambiforma là một chi bướm đêm thuộc họ Erebidae.